# رهاب الإسلام في الولايات المتحدة

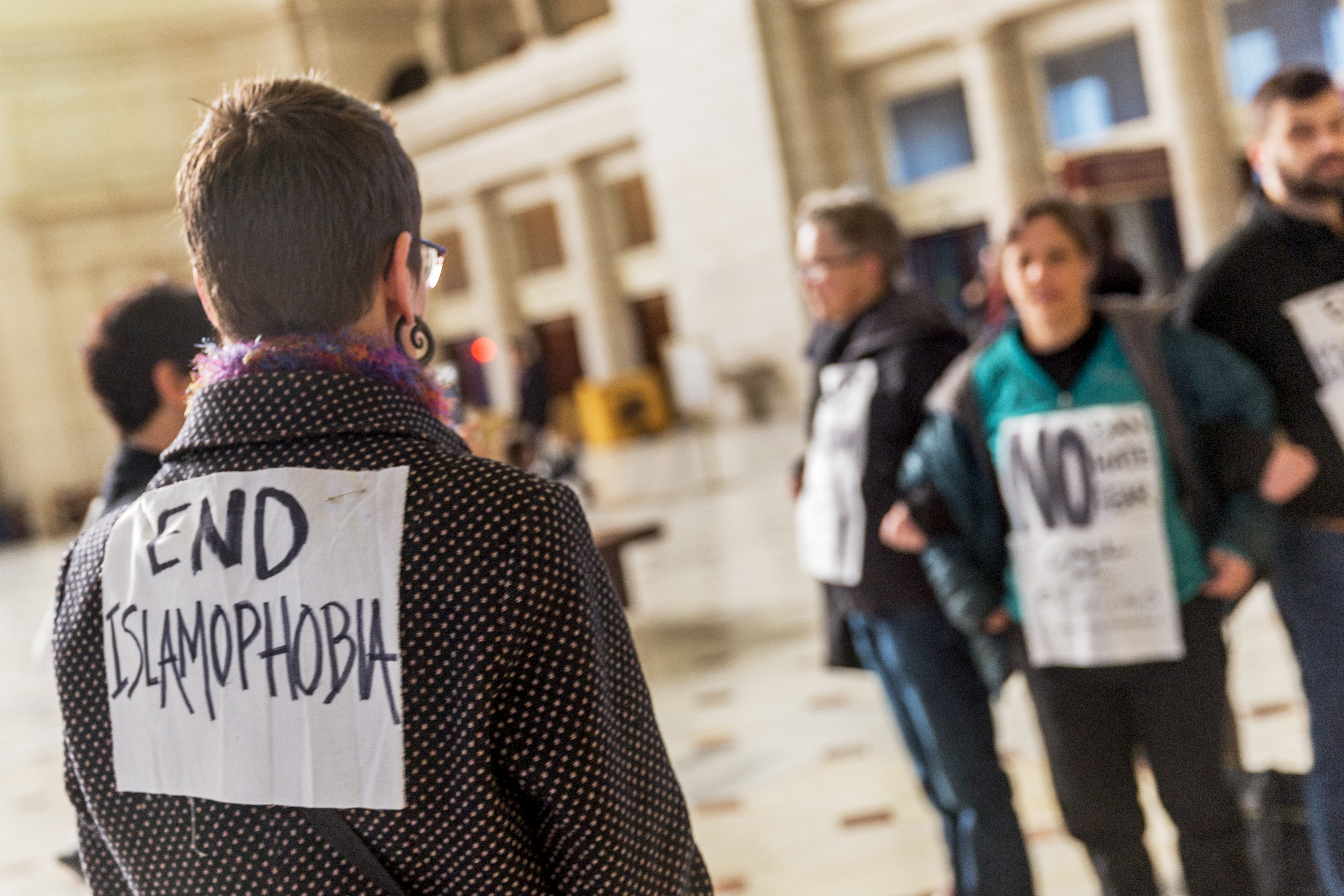
احتجاج صامت ضد الإسلاموفوبيا في واشنطن العاصمة.

الإسلاموفوبيا في الولايات المتحدة أو رهاب الإسلام في الولايات المتحدة (بالإنجليزية: Islamophobia in the United States)‏ يمكن وصفه بأنه عدم ثقة وجدانية، أو عداء غير مبررين تجاه المسلمين والإسلام. هذا النفور والتحيز يتم تعميقه عن طريق عرض صور نمطية عنيفة وغير حضارية للإسلام في أشكال مختلفة من وسائل الإعلام الأمريكية والبرامج السياسية، مما يؤدي إلى التهميش والتمييز والإقصاء للمسلمين وكذلك من يعتقد أنهم مسلمون. تستفيد بعض وسائل الإعلام والسياسيين من الخوف العام وعدم الثقة من المسلمين من خلال عمل القوانين التي تستهدف المسلمين، في حين تزيد وسائل الإعلام من الربط بين التطرف الديني الإسلامي والأنشطة العنيفة.
جماعات مثل مركز التقدم الأميركي شرحت أن هذه الظاهرة ليست جديدة، بل زاد وجودها في الخطابات الاجتماعية والسياسية الأمريكية على مدى عشرة إلى خمسة عشر عاما. وأشاروا إلى أن العديد من المنظمات تتبرع بمبالغ كبيرة من المال لإنشاء «بوق للإسلاموفوبيا». يحدد المركز التشبيه بالبوق على كونه «شبكة محكمة للمؤسسات ضد المسلمين والمعادية للإسلام وخبراء في التضليل، ومنظمات شعبية وجماعات حقوق دينية وحلفائهم في الإعلام وفي السياسة» ويعملون معا من أجل تشويه الإسلام والمسلمين في الولايات المتحدة. نتيجة هذه الشبكة، الإسلام هو الآن واحد من أكثر الأديان الموصومة، 37 في المئة فقط من الأميركيين لديهم رأي إيجابي عن الإسلام، وفقا لاستطلاع سنة 2010. هذا التصور المنحاز ضد الإسلام والمسلمين يتجلى في العنصرية ضد المسلمين في القانون ووسائل الإعلام، وهو من الناحية النظرية يتم تعزيزه من خلال «بوق الإسلاموفوبيا».
تقرير من جامعة كاليفورنيا في بيركلي ومجلس العلاقات الإسلامية الأمريكية قدر بأن 206 ملايين دولار تم دفعها إلى 33 مجموعة هدفها الرئيسي هو «تعزيز التحيز ضد أو الكراهية للإسلام والمسلمين» في الولايات المتحدة بين عامي 2008 و2013، مع وجود ما مجموعه 74 من المجموعات المساهمة في الخوف من الإسلام في الولايات المتحدة خلال تلك الفترة. وقد أشير إليها باسم «صناعة الإسلاموفوبيا» من قبل العلماء ناثان لين وجون إسبوسيتو.

## في العمل

### في التعيينات
وجدت دراسة جامعة كارنيجي ميلون 2013 أن معدل تلقي المسلمين لمكالمات توظيف أقل بـ "13%" من المسيحيين بعد تقديم طلبات عمل متطابقة إلى نفس المؤسسات. الدراسة خلصت أيضا إلى أن التناقضات بين تلقي المكالمات بين المسلمين والمسيحيين أكبر "في المقاطعات التي تشهد ارتفاع منتخبي الحزب الجمهوري"، حيث في هذه المقاطعات يرتفع الفارق كثيرا ليحصل المسيحيون على ما يقرب من أربع أضعاف ما يحصل عليه المسلمون في هذه المناطق. من ناحية أخرى، كان هناك لا تفرقة ملحوظة في التعاقد مع المسلمين في المقاطعات المؤيدة للحزب الديمقراطي. التحيزات كانت أكبر على مستوى الولاية مع حصول المسيحيين على أكثر من سبعة أضعاف ما يحصل عليه المسلمون في الولايات الجمهورية. بينما الولايات الديمقراطية مرة أخرى، لم تظهر أي تحيز ملحوظ ضد المسلمين. وأضافت الدراسة أن «أرباب العمل في المقاطعات الجمهورية احتمال تعيينهم المرشحين المسلمين أقل بكثير مقارنة مع المرشحين المسيحيين»

### في مكان العمل
الحماية ضد التمييز الديني في أماكن العمل توجد في سياق قانون الحقوق المدنية لعام 1964، ويمكن للموظفين الاتهام بالتمييز الديني عندما ينطوي على أي من التالي: المعاملة المتباينة، التحرش الديني، الفشل في استيعاب المعتقدات الدينية بصورة معقولة، وكذلك الانتقام من مقدم طلب لوظيفة أو موظف لأنه يدعي حدوث تمييز ديني. المعاملة المتباينة يمكن تعريفها بأنها عبارة عن تلقي شخص معاملة مختلفة بخصوص التوظيف أو التعيين أو الترقية أو التعويضات، بسبب دينه. التحرش الديني يشمل إجبار الموظفين على الممارسة أو الامتناع عن الممارسات الدينية إذا كانوا يريدون البقاء في وظائفهم. ويتمثل الفشل في استيعاب المعتقدات الدينية في عدم توفير صاحب العمل أي تغيير في بيئة العمل من شأنه تمكين الموظف أن يبقى متوافقا مع دينه. أما بخصوص الانتقام فيحدث عندما يلجأ صاحب العمل إلى إجراءات عقابية ضد موظف يبحث عن توافق بين العمل ومعتقداته الدينية أو موظف يهدد بتقديم إدعاء بحدوث تمييز، أو مساعدة شخص آخر لفعل ذلك، أو موظف قام بإدلاء الشهادة في قضية بخصوص التمييز.
بعد الهجمات الإرهابية التي وقعت في 11 سبتمبر 2001، لجنة تكافؤ فرص العمل أو EEOC ذكرت أن التمييز القائم على أساس الدين ضد المسلمين قد زاد بنسبة 250 في المئة. وعلاوة على ذلك، فإن عدد الاتهامات بالتمييز في أماكن العمل المقدمة من قبل المسلمين على مدى فترة أربع سنوات من عام 2001 إلى عام 2005، تضاعفت تقريبا مقارنة مع آخر 4 سنوات قبل ذلك.

#### التحرش الديني
في ما يتعلق بالتحرش الديني، تظهر الدراسات أن هذا النوع من الدعاوى في تزايد. في قضية «زايد ضد أبل»، قدمت عربية مسلمة دعوى قضائية ضد شركة أبل، على أساس حدوث تحرش وانتقام وتشهير، وإلحاق الاضطراب العاطفي على أساس الدين أو الأصل القومي أو الجنس. زايد كانت تعمل كمهندسة منذ عام 1994، وذكرت أنها شهدت تغييرات جذرية في بيئة العمل بعد الهجمات الإرهابية في 11 سبتمبر / أيلول 2001. زايد ادعت أن زملائها الموظفين بدأوا يستفسرون عما إذا كان دينها يشجع المسلمين على الانخراط في التفجيرات الانتحارية. بالإضافة إلى ذلك، ذكرت أن نفس هؤلاء الموظفين تحدثوا معها بعبارات خبيثة وصفقوا بابها وعبروا أمامها عن سخطهم وغضبهم بسبب عدم رضاها عن الحرب في العراق. وعلاوة على ذلك، شعرت أيضا بأنها معزولة عندما وضعت أبل شرائط باللون الأحمر والأبيض والأزرق على العديد من أبواب العاملين، ولكن إلا على بابها. بعد اتهامات زايد بأنها مهمشة وأنها تعتقد أنها تستبعد ظلما من المشاريع والفرص الوظيفية التي كانت في الغالب تمنح إلى زملائها البيض، غير العرب، أخيرا في عام 2004، اختارت أن تذهب في إجازة مرضية، مشيرة إلى أن ذلك يعود جزئيا إلى التوتر الذي عانته ردا على المعاملة القاسية من المشرفين وزملاء العمل. ولكن بينما كانت في إجازة مرضية، قامت أبل بطرد زايد، وبعد ذلك قررت اللجوء إلى المقاضاة.

#### المعاملة المتباينة
في حالة Al - Aqrabawi ضد مقاطعة بيرس، وهو رجل مسلم من الأردن تلقى تعليمه كطبيب في الخارج، ولكن تم التعاقد معه فقط كمساعد تمريض في منشأة للأمراض العقلية، وذكر مسؤولو المقاطعة أن ذلك بسبب مشاكل الترخيص. بالإضافة إلى ذلك، فإن المدعي شهد تعلقيات تمييزية من قبل ممرض، حيث تم اتهامه بأنه إرهابي. المدعي ادعى أيضا أن زميلا له قال «علينا أن نرسل من يفجر مكة». هذه التعليقات، بالتزامن مع الممارسات التمييزية الخاصة بالترخيص، أدت إلى توجه المدعي للمقاضاة بسبب التمييز والبيئة المعادية.

#### التوفيق الديني
في ما يتعلق بالتوفيق الديني، قدمت امرأة مسلمة تدعى "هالا Banafa" دعوى تمييز بعد عدم حصولها على وظيفة في مخزن أبركرومبي  للأطفال في ميلبيتاس، كاليفورنيا لأنها كانت ترتدي الحجاب. ووفقا لـ EEOC، قرر المدير عدم توظيفها لأنها لم تناسب "مظهر أبركرومبي"، مما من شأنه أن ينتهك "سياسة الشركة بخصوص المظهر". هذه السياسة هي عبارة عن نص يحظر صراحة أغطية الرأس. ومع ذلك، لم تكن هذه هي المرة الأولى التي واجهت فيها أبركرومبي مشاكل مع "سياسة المظهر" الصارمة. في عام 2005، دفعت الشركة 40 مليون دولار في دعوى من أميركيين أفارقة وأميركيين آسيويين ولاتينيين ونساء لأن أبركرومبي "ترفض توظيف، وترقية والاحتفاظ بالأقليات لأنهم لا يناسبون "مظهر أبركرومبي الأمريكي الخالص".
في عام 2017، اتهمت حكومة مدينة نيويورك Pax Assist بالتمييز بعد أن تم رفض الطلبات المقدمة من الموظفين المسلمين بتغيير أوقات استراحتهم لتكون تزامنا مع الإفطار. كان رد الشركة: «نحن لا نهتم برمضان. سوف نمنحكم استراحة بناء على وقتنا وليس وقتكم.»

## المرأة في الإسلام
الخطاب القائم الذي يضع الإسلام والقيم الغربية ضد بعضهما البعض هو مدعوم بكيفية نظر الأميركيين إلى المرأة المسلمة في المجتمع. العلماء يؤكدون أن وسائل الإعلام والمنظمات والسياسيين المعادين للمسلمين قد لعبوا دورا هائلا في تصوير المرأة المسلمة باستمرار كمهددة بالانقراض ومغلوبة على أمرها من قبل طبيعة الإسلام الذكورية المزعومة. ويدعم هذا الزعم بعض الباحثين الذين يرون أن وضع المرأة في الإسلام له «تاريخ معقد»، وشهد حالات تعبر عن امتياز الذكور وهبوط النساء إلى مواطنين من الدرجة الثانية. بينما في الآونة الأخيرة، الحركة المعروفة باسم الإصلاحية التقدمية التي يقودها نشطاء مثل فاطمة مرنيسي يرون أن الإسلام ليس راكدا، بل ديناميكي ويمكن أن يتطور ويتكيف مع المجتمع.
تعمل فاطمة مرنيسي القيادية في الحركة النسوية الإسلامية على إبطال الافتراضات بأن المرأة المسلمة بطبيعتها تهبط إلى الدرجة الثانية بالنسبة إلى الرجال. مرنيسي تشير أن الهدف من الحركة (الموصوفة ب«النسائية») هو مخصص لدعم حصول المرأة على «كامل الحق في المشاركة الكاملة والمساهمة في إعادة تغيير المجتمع وكذلك الإعمال الكامل لمواهبها واحتياجاتها وإمكانياتها وأحلامها». هذا التعريف يستخدم أيضا ويعاد بناؤه من قبل النسويات الإسلاميات الأخريات في مجموعة متنوعة من القضايا.

## في التعليم
في مدرسة كولومبوس مانور، وهي مدرسة تعليم أساسي بشيكاغو، حيث ما يقرب من نصف الطلاب هم عرب مسلمون أمريكيون، ناقش مسؤلو إدارة المدرسة إلغاء احتفالات الأعياد بعد أن اشتكى أولياء الأمور من المسلمين أن عطلهم الثقافية لم تدرج. قالت إليزابيث زهدان أن المطلوب كان إدراجا أوسع وليس الإلغاء الكامل. قالت إليزابيث: «أردت فقط حدوث تعديل لتمثيل الجميع»، وفقا لشيكاغو صن تايمز، وأضافت: «الآن الأطفال لا يتم تعليمهم عن الآخرين.» ومع ذلك، قال المشرف على المقاطعة، توم سميث، أن الكثير من وقت المدرسة كان يجري اتخاذه للاحتفال بالأعياد بالفعل، وأنه أرسل توجيهات إلى المديرين يطلب فيها «تحسين» الأنشطة التي لا علاقة لها بالمنهج الدراسي، مثل حفلات العطلة.

## في المطارات
منذ الهجمات الإرهابية التي وقعت في 9/11، اعتبرت المطارات الأمريكية من واجبها أن تكون بمثابة «الخط الأمامي للدفاع». استطلاعات الرأي التي أجريت في الولايات المتحدة تبين أن أكثر من نصف الأمريكيين يؤيدون إجراء تحققات أمنية أوسع في حالات العرب والمسلمين الأميركيين في المطارات.

### الهجرة
بعض الناشرين قد لاحظوا وجود الإسلاموفوبيا من خلال إجراءات الهجرة. ومع ذلك، فإن هذه الأشكال من معاداة الأجانب قد قيل أنها تؤثر في المقام الأول على الذكور من المسلمين. كما كانت هناك إدعاءات تفيد بأن هذه الأشكال من معاداة الأجانب قد شملت الجالية العربية في الولايات المتحدة، وغالبا ما تؤدي إلى الترحيل، إلغاء التأشيرة، الاستجوابات المحبطة في المطارات الأمريكية. هذا من المعتقد أنه يحدث لأن المرأة المسلمة يتم النظر إليها كأقل خطرا من الرجال المسلمين.

## في السياسة
بعد الهجوم الإرهابي في 11 سبتمبر 2001، مررت إدارة الرئيس جورج دبليو بوش تشريعات غير مسبوقة ردا على طلب الرأي العام الأميركي. بعد ثلاثة أيام، أقر الكونغرس قانون يسمى التفويض لاستخدام القوة العسكرية، وإعطاء الرئيس بوش القوة العسكرية بأي طريقة تبدو «مناسبة أو ضرورية ضد دول غير محددة أو قوى أخرى.» ستة أسابيع بعد 9/11، صدر قانون باتريوت، موسعا كثيرا من قدرات عدة وكالات حكومية للحصول على المعلومات عن طريق التفتيش، والمراقبة الإلكترونية والتنصت على المكالمات الهاتفية. هذا القانون نفسه أيضا أعلن عن إمكانية عمل تفتيش لا يتطلب من الحكومة أن يخطر مالك المكان أنه تم تفتيشه لمدة تصل إلى 90 يوما. ويرى بعض العلماء أن مرور قوانين مثل قانون باتريوت كان عبارة عن استفادة سياسية من خوف العامة الأمريكيين حينها عن طريق تقنين سياسات عنصرية. وجد استطلاع للرأي أجري بعد وقت قصير من هجمات 9/11 الإرهابية أن حوالي ثلث الأمريكيين يعتقد أنه من المقبول احتجاز الأمريكيين العرب في مخيمات شبيهة بتلك الخاصة باعتقال الأميركيين من أصل ياباني خلال الحرب العالمية الثانية. وجد مركز بيو للأبحاث في عام 2004 أن ما يقرب من نصف الأميركيين كانوا على استعداد للتخلي عن بعض الحريات المدنية في صالح الأمن القومي.
كان إنفاذ قانون باتريوت له عواقب بعيدة المدى، ويعتقد على نطاق واسع أن الهدف منه هم المسلمون ومن يبدو شكلهم من الشرق الأوسط والدول العربية. وفقا للاتحاد الأمريكي للحريات المدنية، إدارة الشرطة في مدينة نيويورك تتجسس على مجتمعات المسلمين الأمريكيين منذ عام 2002. في نفس هذا التقرير، يؤكد اتحاد الحريات المدنية أن شرطة نيويورك قد اختصت جمعيات إسلامية محددة وجماعات ومساجد وشركات إسلامية، في حين لم تقم بإخضاع أي جماعة أو منظمة غير إسلامية لهذا النوع من المراقبة أو الفحص. شرطة نيويورك تم تمكينها بواسطة قانون باتريوت لرسم المجتمعات وعمل جواسيس في المجتمع لتحديد أو جمع الأدلة، وحتى تتبع الأفراد في هذه المجتمعات الذين غيروا اسمهم إلى اسم «أمريكي أكثر». تسبب إضفاء الشرعية على تفكيك الحريات المدنية لمجموعة عن طريق اعتبارها بطبيعتها مشتبها بها، تسبب في صدع ثقافي في أمريكا تجاه المسلمين، الشرق الأوسط، و«كل من يبدون عرب».
كمكمل لقانون باتريوت، وضعت الحكومة الأمريكية أيضا سياسات الهجرة مثل "نظام الأمن القومي لتسجيل الدخول والخروج في عام 2002. هذه السياسة تستهدف المهاجرين من ستة وعشرين بلدا، خمسة وعشرين منها معروفة بأنها بلدان إسلامية، وكان لهم بصمات مسجلة في النظام بمجرد دخول البلاد. أنصار السياسة في وزارة العدل يقولون أن اختيار المهاجرين في النظام يستند على بيانات الاستخبارات التي تم جمعها لرصد نشاط المنظمات الإرهابية. على الرغم من إيضاح وزارة العدل أن النظام هو حساس للغاية في أهدافه، ذكروا أيضا أن النظام سوف يتتبع "جميع مواطني إيران، العراق، ليبيا، السودان، سوريا "، على الرغم من معرفة أن أيا من الإرهابيين المتورطين في هجمات 9/11 من هذه البلدان. وعلى الرغم من المال المخصص لنموذج الأمن الداخلي الجديد في أعقاب 9/11. يجادل بيل أونغ هينغ بأن إعادة هيكلة وتنفيذ المزيد من التدابير الأمنية عبر سياسات الهجرة فضلا عن توسيع الصلاحيات التنفيذية لم يساعد في الهدف الأصلي وهو إلقاء القبض على الإرهابيين. هينغ يذكر أن أكثر من 83,000 من الرجال تم تسجيلهم في هذا النظام، حوالي 13 ألف منهم تم اعتبارهم "خطيرين بما فيه الكفاية" للدخول في إجراءات ترحيلهم. مع ذلك، أكد جيمس زيغلر، وهو المفوض المعين من قبل بوش، أن لا أحدا في السجل قد اتهم وأدين بأي من الجرائم المرتبطة بالإرهاب.
حكومة الولايات المتحدة قررت أيضا تخصيص موارد لإنشاء إدارة أمن النقل (TSA) في عام 2001. هذه السياسة منحت TSA واجبات فحص المطارات الحذر، والتي كانت تؤدى من قبل شركات الأمن الخاصة المختارة من قبل بعض شركات الطيران. كما سمح لهم بإجراء عمليات تفتيش عشوائية وتنفيذ المزيد من نقاط التفتيش، ووضع حراس على الآلاف من الرحلات القادمة من جميع أنحاء العالم. شملت أيضا واجبات الإدارة الجديدة قائمة الممنوعين من السفر وهي قائمة مثيرة للجدل تختص بمراقبة الإرهاب المحتمل. قائمة الممنوعين من السفر تحتوي على أسماء الأفراد الذين تم وصفهم بأنها خطرا على الطيران في جميع أنحاء الولايات المتحدة. على الرغم من أن قوائم حظر الطيران كانت موجودة قبل 9/11، ارتفع مجموع الأسماء فيها من أقل من 20 إلى أكثر من 20 ألف بحلول نهاية عام 2004. يقول باحثون أن هذه القوائم تستهدف الملايين من الناس الأبرياء الذين لديهم خصائص متميزة من الشرق الأوسط، مثل العرق أو اللون أو اللغة والملابس. مع وجود هذه السياسات الحكومية تحت التنفيذ، أصبحت العنصرية مؤسسية في ما يخص المسلمين، وخاصة المولودين في الخارج. المسلمون المولودون بالخارج ويسعون للسفر للولايات المتحدة يتم النظر إليهم في المطارات كعنيفين ومتطرفين دينيين محتملين. ومع ذلك، وحتى المواطنين الأمريكيين المسلمين الذين يناسبون التخيل الأمريكي الإيجابي للمسلمين ليسوا في مأمن من هذه السياسات. أظهر استطلاع من «الولايات المتحدة الأمريكية اليوم»/«غالوب» أجري في عام 2010 انتشار العنصرية بين الرأي العام، حيث تبين أن حوالي 60 في المئة من الشعب الأمريكي أظهروا وجهات نظر مؤيدة نحو التنميط العرقي تجاه العرب حتى لو كانوا من مواطني الولايات المتحدة.

## في وسائل الإعلام
في الأشهر التالية للهجمات الإرهابية في 11 سبتمبر / أيلول 2001، كان هناك ارتفاع متوقع في الاهتمام من وسائل الإعلام للأميركيين المسلمين والعرب. كثرت الأخبار والمناقشات المعنية بمشكلة الحريات المدنية التي واجهها المسلمون الأمريكيون بسبب الزيادة في التقارير التي تنطوي على العنف الجسدي والاعتداء على العرب والمسلمين. على الرغم من التحيز الملحوظ تجاه العرب والمسلمين بعد الهجوم الإرهابي، بعض المنافذ مثل نيويورك تايمز طبعت مقالات الرأي تثبط من إسناد اللوم العشوائي إلى واحدة أو أكثر من المجموعات وتقليص الحريات المدنية والاجتماعية.
باحثون آخرون مثل بريجيت ناكوس وأوسكار توريس رينا وثقوا تصرفات الإعلام بخصوص الإسلام والمسلمين قبل وبعد 9/11. توصلت دراساتهم أن قبل 9/11 حوالي 25 في المئة من المواد ذات الصلة بالإسلام أو المسلمين في الإعلام والتي اتخذت من أربع صحف مختلفة أعطت مشاعر إيجابية تجاه المسلمين. وبالمثل، فإن ما يقرب من 40 في المئة من المواد المأخوذة من نفس الصحف عبرت عن التعاطف تجاه المسلمين والعرب على حد سواء. نفس هؤلاء الباحثين يرون أن هجمات 9/11 الإرهابية غيرت الطريقة التي تتحدث بها وسائل الإعلام (المطبوعة أو التلفزيونية) عن المسلمين الأميركيين والعرب. وأشاروا إلى أنه بسبب اختيار وسائل الإعلام للمسلمين والعرب لإجراء المقابلات والمناقشات معهم بدلا من مصادرهم التقليدية، جعل ذلك هذه الأقليات أكثر وضوحا للرأي العام الأميركي. هذه الزيادة في وضوح الرؤية، بالتزامن مع الأخبار عن دعوة بعض الشخصيات العامة إلى زيادة التفاهم بين المسلمين وغير المسلمين، عكست طبيعة الدين. بالإضافة إلى ذلك، هذه الدعوات وزيادة رؤية العامة للمسلمين ساعدت على تبديد فكرة أن الإسلام كان دينا عنيفا بغيضا وكشفت خطأ أسطورة أن الإرهاب يتشابك مع العقيدة الإسلامية.
في مجملها، عكست استطلاعات الرأي أثر ذلك التغير في التغطية الإعلامية تجاه المسلمين الأمريكيين والعرب. المسوحات أظهرت أن الرأي العام الأميركي أصبح ينظر إلى المسلمين الأمريكيين بأكثر إيجابية مما كان عليه قبل هجمات 9/11.

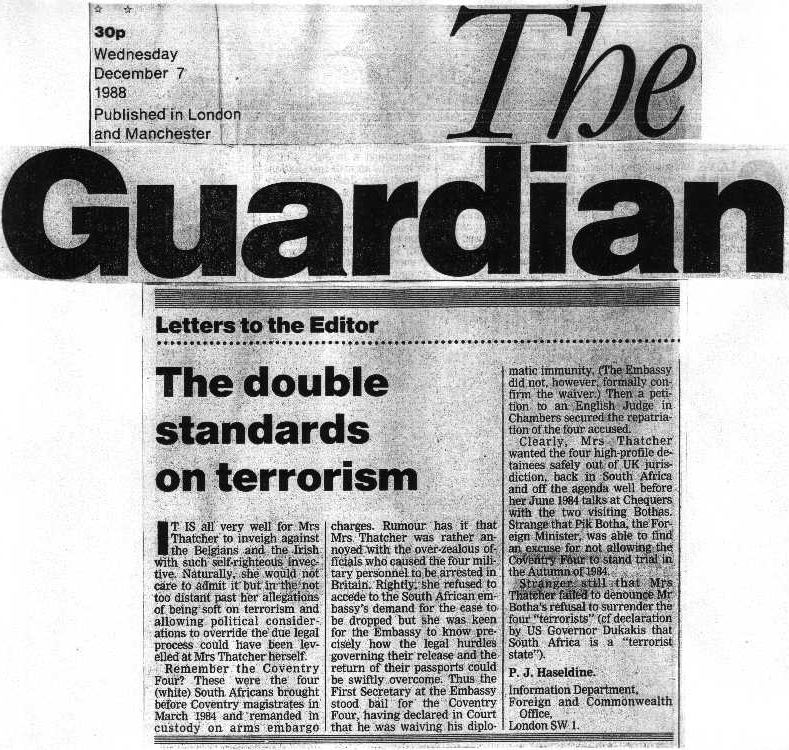
مقال من صحيفة الغارديان

بمرور الوقت وبعد مرور فترة الأشهر التالية لـ 9/11، لوحظ أن أخبار وسائل الإعلام شهدت تحولا ملحوظا بعيدا عن المشاعر الإيجابية الداعمة تجاه المسلمين الأمريكيين والعرب. في السنوات بعد الهجمات ظهر أن -بالإضافة إلى وسائل الإعلام الغربية بشكل عام- وسائل الإعلام الأمريكية أصبحت ناقدة بشكل متزايد للمسلمين الأميركيين. ينسب البعض هذا التحول البارز إلى القيام بإسكات الأصوات التي كانت تعتبر المسلمين الأميركيين أفرادا سلميين.
وفقا لميديا تينور الدولية، بين 2007 و2013 ، بعض وسائط الإعلام مثل إن بي سي، فوكس نيوز وسي بي إس تربط بين الإسلام والهوية الإسلامية ككل مع العنف والتطرف. دراسات أخرى أجريت من قبل LexisNexis الأكاديمية وسي إن إن وجدت أن وسائل الإعلام كرست تغطية متزايدة على الهجمات الإرهابية التي تشمل المسلمين وخاصة المسلمين الذين لم يولدوا في الولايات المتحدة.
أجرى الكاتب والباحث ناهد أفروز كبير دراسة مماثلة حول عمل التقارير عن حوادث العنف. أحد الأحداث التي درسها كانت حادثة فورت هود التي وقعت في 5 نوفمبر 2009. الرائد نضال مالك حسن الذي كان أمريكي المولد وذو خلفية مسلمة، قتل ثلاثة عشر جنديا وجرح أكثر من ثلاثين. علق البعض على طريقة التركيز في تقارير الأخبار على كون حسن من خلفية إسلامية. وتمت المقارنة بين مذبحة جامعة فرجينيا مع حادثة فورت هود، حيث في الأولى قام شخص غير مسلم، سيونغ هوي تشو، بقتل اثنين وثلاثين شخص، ولكن التقارير الإخبارية لم تتحدث عن المواضيع الدينية أو الثقافية ولم تربط بينها وبين الحادث، على عكس حادثة فورت هود. وبالمثل، في العناوين في مختلف وسائل الإعلام المطبوعة، تم التلميح كثيرا إلى فكرة أن إطلاق النار في فورت هود قد يكون له علاقة بأعمال إرهابية أو منظمات إرهابية. حادث آخر، والذي وقع في ساحة تايمز سكوير في مايو 2010، أثار المزيد من المشاعر المعادية للمسلمين. فيصل شهزاد قام بمحاولة تفجير فاشلة. أشارت التقارير اللاحقة للحادث إلى أن طالبان باكستان أعلنت مسؤوليتها عن المحاولة الفاشلة. في نفس التقرير الإعلامي على الحادث، أشار «ناهد كبير» أن التقرير استخدم هذا الحادث لمحاولة إضفاء الشرعية على الحروب في الشرق الأوسط وتأكيد الحاجة إلى «القضاء على الإرهابيين المحتملين». أشار أحد المتحاورين في دراسة «كبير» إلى أن تلك المحاولة الفاشلة عملت على المزيد من النبذ للمجتمع المسلم.

## جرائم الكراهية

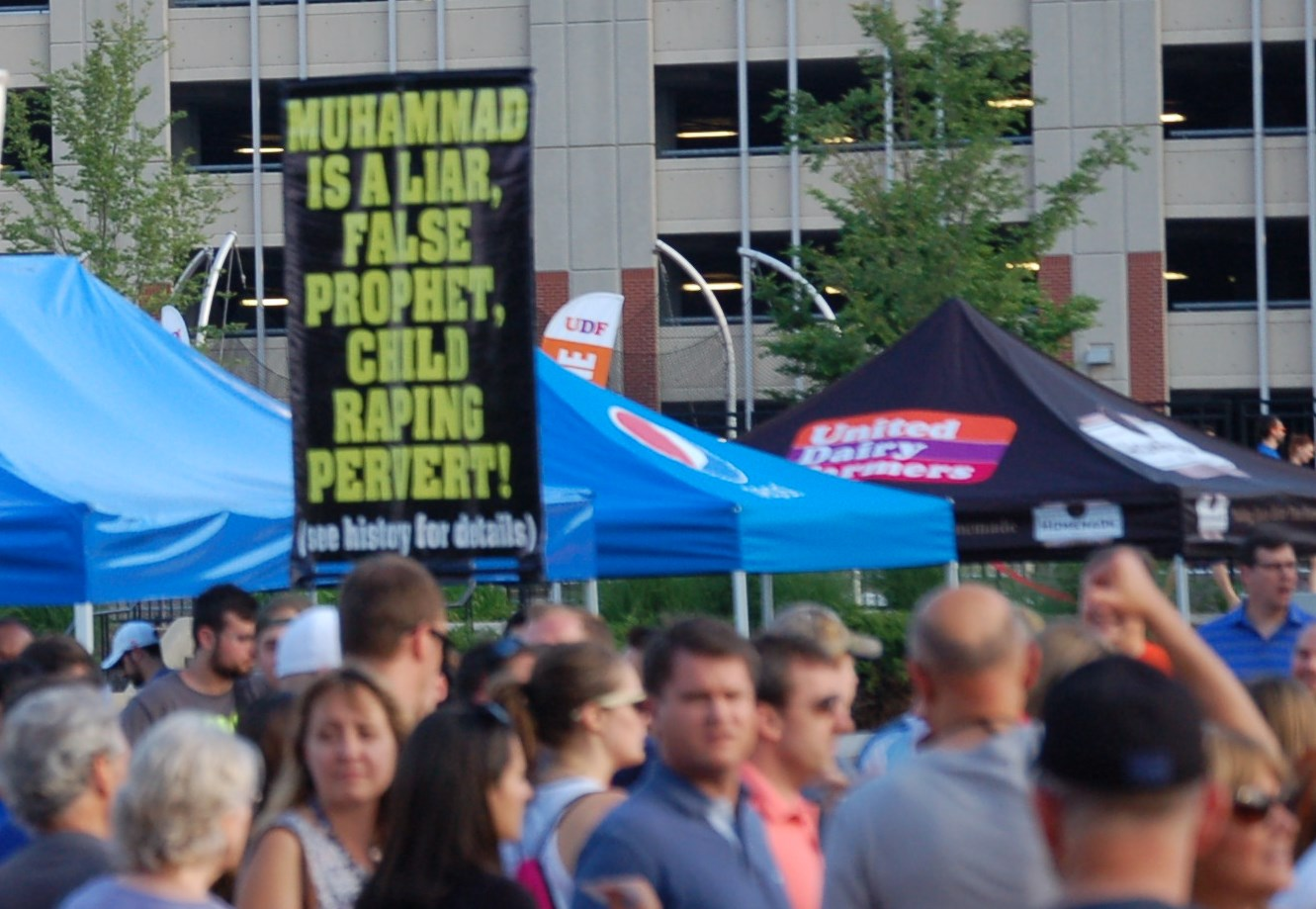
لافتة تظهر الخطاب المعادي للمسلمين

بصورة عامة، يشمل تعريف جريمة الكراهية على اثنين من العناصر التي تميزها عن غيرها من الأعمال غير المشروعة. أي أن الجريمة يجب أن تكون جريمة جنائية مدعومة بدافع منحاز. هذا الدافع المنحاز عادة يتم الكشف عنه عند قيام فرد بهجوم على فرد آخر بسبب مميزات غير قابلة للتغيير في الشخصية، والتي يحميها القانون. جرائم الكراهية تتنوع من الاعتداء والقتل وإتلاف الممتلكات، والتمييز في مكان العمل والتمييز في مجال الإسكان.
في عام 2000 أبلغ مكتب التحقيقات الاتحادي عن 28 من جرائم الكراهية ضد المسلمين. بحلول نهاية عام 2001، عدد جرائم الكراهية ارتفع إلى 481. على الرغم من أن مكتب التحقيقات الفيدرالي يرى أن عدد جرائم الكراهية ضد المسلمين قد انخفض منذ عام 2001، إلا أن معدل الحدوث لا يزال خمسة أضعاف معدل عام 2000، مما يشير إلى أن الصورة النمطية التي تربط سلبا بين المسلمين والتطرف والإرهاب لا تزال منتشرة. بعض العلماء يشيرون إلى أن ارتفاع جرائم الكراهية ضد المسلمين في مرحلة ما بعد 9/11 ليس من المستغرب لأن هذه الظاهرة معروفة باسم «الانتقام بالإنابة». في سياق جرائم الكراهية ضد المسلمين، الهجمات الإرهابية في 9/11 حولت وغيرت من الطريقة التي ينظر بها المجتمع الأمريكي إلى المسلمين والأشخاص من أصول عربية. ويشير الخبراء أيضا إلى أن المشاعر المعادية للمسلمين كانت موجودة قبل الهجمات الإرهابية، بيد أن هذا الشعور كان غير بارز بسبب وجود مشاعر أخرى مضادة لأقليات أخرى. في المقابل، بعد هجمات 9/11 الإرهابية، العرب والمسلمين أصبح إلى حد كبير يتم تصويرهم كمجموعة متجانسة من الأجانب، المتطرفين والإرهابيين
بعض الناشرين قد رأوا أن الزيادة في جرائم الكراهية ضد المسلمين كانت فعلا مرتبطا بالإسلاموفوبيا وعلى أساس العرق، وهذا لأن العديد من القائمين بها لا يميزون بين العرب والمسلمين ويعتقدون أن كل العرب هم مسلمون فيقومون بناء على ذلك بجعلها جرائم كراهية عرقية دينية. وهذا على النقيض من انخفاض جرائم الكراهية ضد الجماعات العرقية مثل السود والآسيويين واللاتينيين باستثناء اليهود.
ينسب إبراهيم هوبر، مدير الاتصالات في مجلس العلاقات الإسلامية الأمريكية، ارتفاع الهجمات في الآونة الأخيرة ضد المسلمين إلى حادثة الهجوم على "شارلي إيبدو"، فضلا عن استخدام مصطلح «الإسلام المتطرف» في الأخبار في حين لا تستخدم كلمة «متطرف» في حالة أي من الأديان الأخرى. ووفقا لتقرير سي إن إن ودراسة من مجلس العلاقات الأمريكية الإسلامية كانت هناك أكثر من 63 من أعمال التخريب والسلوك المعادي للمسلمين في عام 2015 خلال الفترة من يناير حتى 3 ديسمبر.

### الحرق
تعرض المعهد الإسلامي في هيوستن، تكساس لإضرام النار به في الساعة 5 في 13 شباط / فبراير 2015. بعض تقارير وسائل الاعلام وصفت الحادث بأنه هجوم نابع من معاداة الإسلام.

### الاعتداء
Zohreh Assemi، إيرانية أمريكية مسلمة وصاحب صالون أظافر في نيويورك تعرضت للسرقة، للضرب، والنعت بـ«الإرهابية» في أيلول / سبتمبر 2007 في ما اعتبرته السلطات جريمة على أساس تحيزي. Assemii تعرضت للركل وتحطيم يدها بمطرقة. الجناة الذين سرقوا 2000 دولار من الصالون وكتبوا عبارات ضد المسلمين على المرايا، أخبروا Assemi كذلك أن «تخرج من البلدة» وأن «نوعها لم يكن مرحب به» في المنطقة. الهجوم تبع أسبوعين من المكالمات الهاتفية التي كانت تتلقاها وتدعى فيها بـ«الإرهابية» وتؤمر بـ «الخروج من البلدة» وفقا لمقربين منها.
طارق السيد ، مصري أمريكي يبلغ من العمر 18 عامًا ، وقع ضحية لجرائم الكراهية في نيويورك. كان يغادر دارثماوث لوب في سيارته عندما أساء إليه المهاجم - وهو رجل في منتصف العمر - لفظيا وضربه بمضرب بيسبول. واعتُبر الهجوم على أنه هجوم معاد للمهاجرين والعرب ومشحون عنصريًا.

### التخريب
تعرضت مدرسة إسلامية في شمال شرق الولايات المتحدة في ولاية رود ايلاند للتخريب مع كتابة على الجدران تقول «الآن هذه جريمة كراهية»، مما يشير إلى أن الجناة كانوا على دراية بطبيعة فعلهم العدائي. الحادث وصف من قبل بعض وسائل الإعلام بأنه «إسلاموفوبيا».

## المساهمون والمنظمات
في عام 2011 أصدر مركز التقدم الأمريكي تقريرا يسمى «الخوف. Inc. جذور شبكة كراهية الإسلام في أمريكا»، وأكد التقرير أن مجموعة من جماعات النخبة والأثرياء المحافظين والمؤسسات الغنية المانحة كانت المحرك وراء استمرار الإسلاموفوبيا في القانون، وكذلك المشاعر العامة السلبية تجاه المسلمين والعرب عموما. في نفس هذا التقرير، قاموا بتحليل سبعة من المنظمات التي ساهمت بتقريبا 42.6 مليون دولار في تمويل مختلف المنظمات والمراكز البحثية التي تعزز كراهية الإسلام. الكثير من هذه الأموال تذهب إلى «خبراء التضليل». هؤلاء الخبراء هم الأشخاص الذين ينشرون رسالة أن الإسلام هو بطبيعته دين شرير ومعادي يسعى إلى تحويل أو تدمير جميع غير المسلمين، وخاصة أولئك الذين يقيمون في الولايات المتحدة.
«كير» ومركز التقدم الأمريكي قاموا بتحديد منظمة «العمل من أجل أمريكا» كمنظمة معادية للإسلام ويديرها بريجيت غابرييل. وفقا لموقع المنظمة المذكورة، تعتبر نفسها «حارسة الأمن القومي الأمريكي» مع أكثر من 750 ألف من الأعضاء و12000 من الناشطين المتطوعين. وتذكر المنظمة أن أنشطتها «موجهة نحو تثقيف المواطنين والمسؤولين المنتخبين إلى التأثير في السياسات العامة وحماية أمريكا من الإرهاب». تنسب «كير» الحملات «المضادة للشريعة» لهذه المنظمة (العمل من أجل أمريكا) في ولاية أوكلاهوما. بالإضافة إلى ذلك، تؤكد «كير» أن تلك المنظمة تربطها علاقات مع جماعات تتبنى فكرة سيادة البيض مثل Vanguard America وIdentity Europa.
روبرت سبنسر مذكور في قائمة «خبراء التضليل». ويساهم بمحتوى للمدونة المعروفة باسم 'جهاد ووتش' الممولة من قبل مبادرة مركز ديفيد هورويتز للحرية ومجموعات «أوقفوا أسلمة أمريكا». "Smearcasting"، وهي منظمة مكرسة لعمل تقارير دقيقة، اتهمت سبنسر بالتركيز فقط على الآيات والنصوص المرتبطة بالأعمال العنيفة داخل العقيدة الإسلامية واعتبار أنها تمثل الدين ككل. علق أيضا علماء وأكاديميون مثل الدكتور كارل كينان وويليام كينان على كيف أن معتقدات سبنسر حول الإسلام لا أساس لها في أي عمل أكاديمي ذو سمعة جيدة أو في الدين نفسه. وفقا لموقع «جهاد ووتش»، الغرض من هذا الموقع هو «إعلام غير المسلمين في جميع أنحاء العالم الإسلامي بأن الجهاديين يحاولون تدمير المجتمعات وفرض الشريعة الإسلامية على الصعيد العالمي».

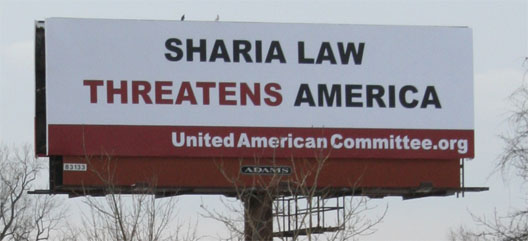
لوحة تدعو لمكافحة قوانين الشريعة في الولايات المتحدة

تحدث كذلك تقرير مركز التقدم الأمريكي في عام 2011 عن أهمية اللاعبين السياسيين في المساهمة في انتشار الإسلاموفوبيا. بيتر كينغ عضو الكونغرس الذي خدم لأكثر من عشرة فترات، عقد جلسات استماع في الكونغرس بعنوان «مدى التطرف في المجتمع الإسلامي واستجابة المجتمع.» على الرغم من أن معظم المؤامرات الإرهابية في الولايات المتحدة حدثت عن طريق غير المسلمين بعد 9/11، قال كينغ أن 80-85 في المئة من المساجد في الولايات المتحدة يتم التحكم فيها من قبل «الأصوليين الإسلاميين». نسب كينغ هذه الإحصائية إلى ستيفن إيمرسون، المعروف أيضا باعتبار الإسلام دين عنف بطبيعته وأنه معادي لغير المسلمين. لاعبون سياسيون آخرون مثل سو ميريك عضوة الكونغرس من ولاية كارولينا الشمالية، تعتمد على شبكة من الخبراء الذين يرون أن الإسلام بطبيعته عنيف. كتبت سو ميريك مقدمة لكتاب اسمه «المافيا المسلمة: داخل العالم السري الذي يتآمر لأسلمة أمريكا». وأيضا David Gaubatz، مؤلف الكتاب المذكور، دعا إلى 20 عاما من السجن لأولئك الذين يمارسون الشريعة. مركز التقدم الأمريكي يؤكد أن سو ميريك تعتمد على كتاب Gaubatz للحصول على معلومات حول العقيدة الإسلامية. في عام 2011، كانت ميريك رئيسة للجنة الاستخبارات في مجلس النواب حول الإرهاب، الاستخبارات والتحليل ومكافحة التجسس.
بعض المعلقين انتقدوا بعض الملحدين الجدد الأمريكيين مثل سام هاريس وكريستوفر هيتشنز لعملهم تصريحات معادية للإسلام. تعليقا على رد غرينوالد على هاريس، يكتب جيروم تايلور في ذي إندبندنت: "مثل تشومسكي، التي كانت أيضا ناقدة للإلحاد الجديد، هو [غرينوالد] يلوم الكتاب مثل هاريس لاستخدامهم نسختهم الخاصة المعادية للإسلام من عدم الإيمان لتبرير السياسات الخارجية الأمريكية على مدى العقد الماضي. اثنين من المعلمين في الجامعات في ولاية يوتا قد ادعوا أن هؤلاء النشطاء الملحدين الأمريكيين يذكرون نظرية كتاب صموئيل هنتنغتون 'صدام الحضارات' لشرح السياسة الحالية، ويرون أن هذا يشكل جزءا من الاتجاه نحو "الإسلاموفوبيا [...] في دراسة المجتمعات الإسلامية".

## التعليق
جزء من دراسة الإسلاموفوبيا قد شمل كتابة المؤرخين والعلماء والتربويين عن العنف المؤسسي ضد الأمريكيين المسلمين والتحريض على العنف ضد الأجانب المسلمين. إدوارد سعيد في كتابه الاستشراق يصف كيف أن الغرب يدرسون الشرق من خلال عدسة غربية وأن معظم تاريخ الشرق يكتب في أوروبا عن طريق المؤرخين الأوروبيين بدلا من العلماء المتخصصين في تاريخ الشرق. عند تطبيقه، الاستشراق هو بمثابة طريقة لاستخدام تمثيل مهين للشرق فقط من أجل تأكيد التفوق الثقافي والسياسي للغرب على المسلمين.